# الكاذبات الصغيرات الجميلات (مسلسل)
كاذبات جميلات صغيرات هو مسلسل درامي أميركي يصنف ضمن فئة المراهقة، المسلسل من إنتاج مارلين كينج. يستند المسلسل إلى سلسلة من الروايات الشهيرة من تأليف سارة شيبارد باسم الكاذبات الصغيرات الجميلات، بث لأول مرة في 8 جوان 2010 على قناة أي بي سي للعائلة.

## قصة
تدور أحداث المسلسل حول حياة أربع فتيات مراهقات وهن «أريا مونتغمري»، «إميلي فيلدز»، «هانا مارين»، و«سبنسر هيستنغز»، واللواتي يتفرقن بعد الاختفاء الغامض لقائدتهن «أليسون ديلورينتس» وتدعى آلي.

## بطولة
- ترويان بيليساريو في دور سبنسر هيستنجز
- اشلي بينسون في دور هانا مارين
- لوسي هيل في دور آريا مونتجمري
- شاي ميتشل في دور ايميلي فيلدز
- هولي ماري كومز في دور ايلا مونتجمري
- إيان هاردين في دور ايزرا فيتز
- لورا ليتون في دور آشلي مارين
- تشاد لوي في دور بايرون مونتجمري
- ساشا بيترس في دور اليسون ديلورنتس
- لوسون بيانكا في دور مايا سانت جيرماين
- كودي كريستيان في دور مايك مونتجمري

## روابط خارجية
- الكاذبات الصغيرات الجميلات على موقع IMDb (الإنجليزية)
- الكاذبات الصغيرات الجميلات على موقع ميتاكريتيك (الإنجليزية)
- الكاذبات الصغيرات الجميلات على موقع روتن توميتوز (الإنجليزية)
- الكاذبات الصغيرات الجميلات على موقع نتفليكس (الإنجليزية)
- الكاذبات الصغيرات الجميلات على موقع كينوبويسك (الروسية)
- الكاذبات الصغيرات الجميلات على موقع ألو سيني (الفرنسية)
- الكاذبات الصغيرات الجميلات على موقع قاعدة بيانات الفيلم (الإنجليزية)